# Robustochelia pacifica
Robustochelia pacifica is een naaldkreeftjessoort . De wetenschappelijke naam van de soort is voor het eerst geldig gepubliceerd in 2011 door Larsen.